# Lilyane Beauquel
Œuvres principales
- Avant le silence des forêts, Gallimard, 2011
- En remontant vers le Nord, Gallimard, 2014

Lilyane Beauquel, née à Nancy, est une romancière française dont les voyages fondent l'écriture.

## Biographie
Lilyane Beauquel a publié sous le nom de Lilyane Mourey, une Introduction aux contes de Grimm et Perrault. (Éditions Minard)
Agrégée de lettres, elle a mené pendant de nombreuses années des créations au collège et en lycée avec des artistes, en art vidéo, danse contemporaine et photographie.
De 2000 à 2012, elle a assuré la programmation de la galerie IUFM de Lorraine à Maxéville, avec une quarantaine d’expositions d’art contemporain présentant des artistes nancéiens, lorrains ou français, dont Jean-Christophe Massinon, Daniel Denise, Frédérique Bertrand, Rémi Malingrëy, Benoît Tremsal, les artistes du collectif Ergastule, des ateliers des Sœurs Macarons ou les jeunes diplômés des Écoles des Beaux Arts.
En 2011, les éditions Gallimard publient son premier roman dans la collection Blanche, Avant le silence des forêts, nommé dans divers prix littéraires, dont les Prix Wepler, Fnac, Virgin, Roblès, Erckmann-Chatrian.
Lilyane Beauquel a reçu le 5e Prix littéraire des Hebdos en Région 2012 . Le prix a été décerné le jeudi 19 janvier 2012 à l'Hôtel de Massa Société des gens de lettres à Paris, par un jury de 22 lecteurs de la Presse hebdomadaire régionale présidé par Philippe Delaroche, rédacteur en chef du magazine Lire.
En janvier 2014, les éditions Gallimard publient son deuxième roman dans la collection Blanche, En remontant vers le Nord.

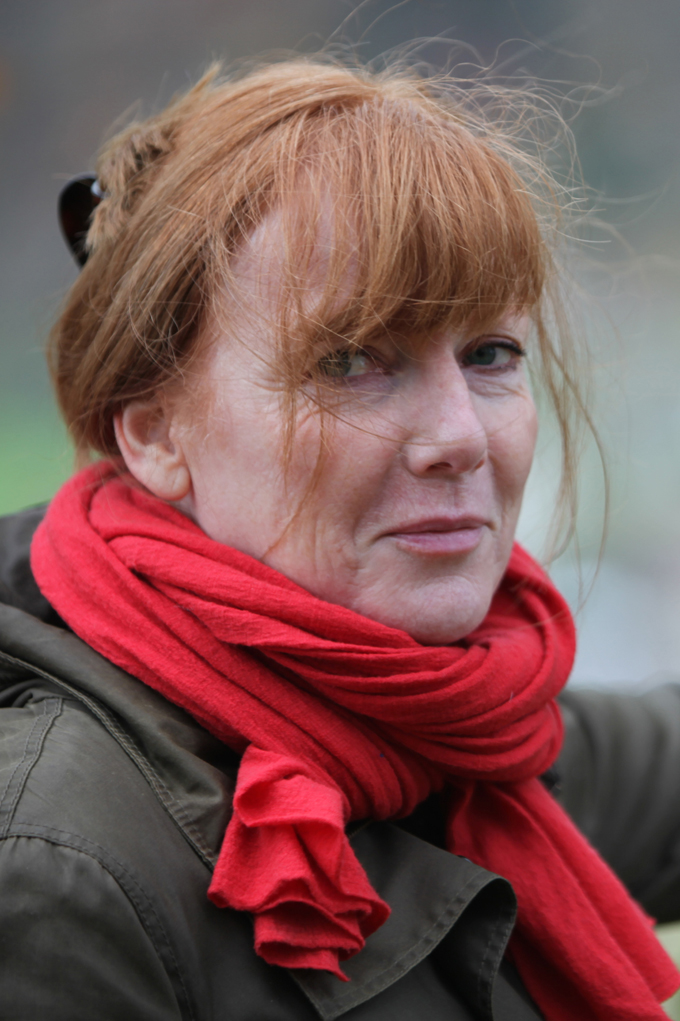
Lilyane Beauquel

## Critiques
« C'est la première fois qu’une écriture féminine s’empare d’un tel sujet avec tant de force. Une œuvre magistrale. »

— Lauren Malka, « Rentrée littéraire : les baptêmes du feu », Le Magazine littéraire no 510, juillet-août 2011

« Lilyane Beauquel raconte une guerre que l’on oublie dans son omniprésence, ses scènes emblématiques,  mais surtout elle en fait se décanter des principes poétiques, illuminant en quelque sorte les faits par leur diction éclatante »

— Hugo Pradelle, « Familiers du désastre », La Quinzaine littéraire, no 1045, 16 au 30 septembre 2011, p.  6

## Œuvres
- Introduction aux contes de Grimm et Perrault, (Lilyane Mourey), Histoire, structure, mise en texte des contes, Paris, Lettres modernes-Minard.
- Avant le silence des forêts, Éditions Gallimard, coll. « Blanche », 300 pages, 2011,  (ISBN 9782070133567)
- En remontant vers le Nord,  Éditions Gallimard, coll. « Blanche », 265 pages, 2014,  (ISBN 9782070143733)
- L’Apaisement,  Éditions Gallimard, coll. « Blanche », 224 pages, 2016,  (ISBN 9782070185757)